# La Estrella (Antioquia)
La Estrella, fundado como Nuestra Señora del Rosario de La Estrella, es un municipio de Colombia, ubicado en el Valle de Aburrá del departamento de Antioquia. Limita por el norte con los municipios de Medellín e Itagüí, por el este con los municipios de Itagüí, y Sabaneta, por el sur con el municipio de Caldas, y por el oeste con el municipio de Angelópolis.
La Estrella es conocida como el Municipio Verde. Su nombre se le otorgó durante su fundación, para honrar la ciudad toledana (en España) de La Estrella.

## Historia
El origen de La Estrella se basa en el deseo que tuvieron los indios anaconas, últimos sobrevivientes de los indígenas que poblaron al valle de Aburrá, de que se les adjudicaran tierras para cultivarlas, sin ser molestados por los blancos. Para lograrlo, elevaron petición al gobernador de la provincia en el año de 1682. Decían los peticionarios: «...Nos hallamos molestados por unos y otros dueños de tierras y descarriados, sin poder trabajar con el seguro de que sea permanente nuestro trabajo y que lo gocen nuestros hijos...» y señalaban, como lugar más apropiado: «Las tierras que llaman de Viticua y son en esta jurisdicción…». Por decreto del 22 de agosto de 1685, el gobernador de la provincia de Antioquia, don Francisco Carrillo de Albornoz, comisionó al señor José Vásquez Romero, alguacil mayor interino de la Villa de La Candelaria (Medellín), para que practicara una visita a las tierras indicadas por los anaconas. Al día siguiente, desde «Guitagüí», informaba sobre la conveniencia de fundar una población para agrupar a los indígenas dispersos. El señor Juan de Piedrahíta y Saavedra, al igual que Vásquez Romero, y como procurador general de la Villa de la Candelaria, daba también informe favorable al proyecto. Quisieron oponerse don Juan Zapata y Muñera y el bachiller Esteban Jaramillo de Andrade, así como los herederos de Diego Muñoz. 
Se levantó un padrón o censo de los aspirantes a dichas tierras y el 4 de septiembre de 1685 el gobernador Carrillo dictó el decreto de fundación en que se lee: «He tenido por bien de ambas majestades y bien de la causa pública, reducir y congregar dichos indios anaconas a población y para ello, en virtud de la facultad y poderes reales que tengo desde luego: erijo y crío pueblo, con nombre de Nuestra Señora de La Estrella…». Dos días después, Diego Antonio de la Cruz, capitán de los indígenas, y Eusebio Jiménez, indio, tomaron posesión de las tierras en el sitio las «Sabanetas» y «los cuales en señal de que tomaban posesión arrancaron yerba, cortaron ramas, se pasearon e hicieros demostraciones…». 

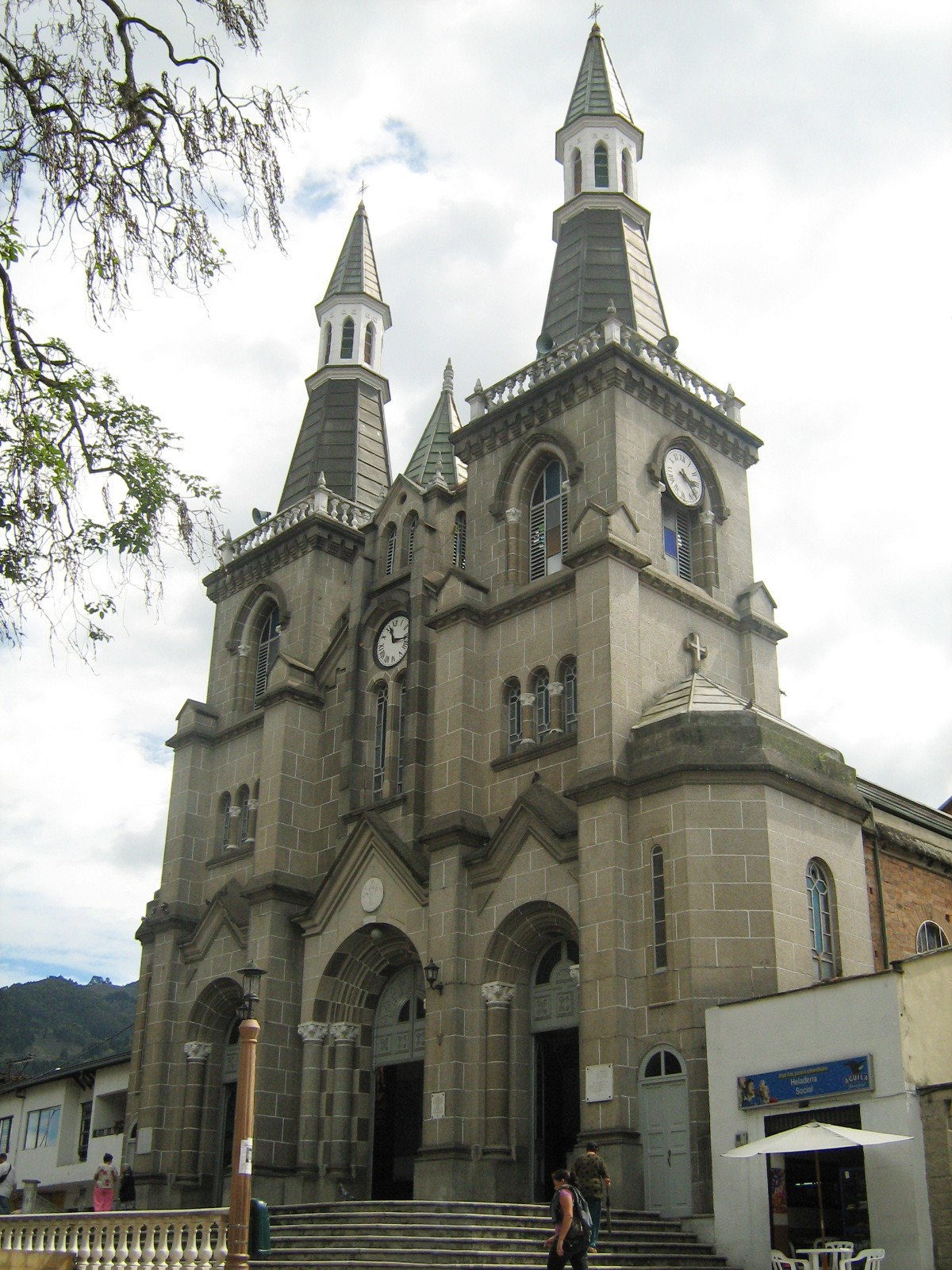
Basílica Menor Nuestra Señora del Rosario de Chiquinquirá.

Los anaconas eran indígenas con un alto nivel de vida, ya que a diferencia de otros que vivían semidesnudos, estos estaban completamente vestidos con largas túnicas de algodón. Una vez tomada posesión de las tierras, correspondió a don Diego Antonio de la Cruz, capitán de los indios anaconas, y a Pedro de Ibarra, alcalde de ellos, realizar el primer censo de los indios anaconas para la fundación de La Estrella.
Para el año de 1808, La Estrella contaba con cuarenta casas de paja, una casa de teja y tapia con una iglesia de los mismos materiales. El lugar contaba con unas 150 familias y el total de 620 indios y ocho esclavos.
La población de La Estrella estuvo bajo la jurisdicción de Medellín, hasta que fue erigido como municipio en 1833. 
La Estrella es hoy día un municipio de gran desarrollo cultural. Su parque, construido en declive por las condiciones de la topografía de la zona, es acogedor. Sus mayores atractivos son rurales, a pesar de tener un desarrollo básicamente urbano. Sus quebradas, cascadas y, sobre todo, la reserva ecológica El Romeral, son los lugares que despiertan el más alto interés de los visitantes.
A partir de 2007, La Estrella está recibiendo un fuerte desarrollo urbanístico, tanto en vías como en construcciones comerciales privadas, especialmente bodegas. También en sus inmediaciones se construirá una nueva terminal de transporte que servirá a todo el sur del Valle de Aburrá.

## Símbolos patrios

### Bandera
La bandera del municipio de la Estrella fue creada por el Sr. Jorge Iván Cadavid Aguirre. Esta bandera fue adoptada mediante acuerdo 225 del 4 de octubre de 1984. Está formada por 3 franjas horizontales del mismo ancho y en la franja central aparece una estrella dorada de ocho puntas. La franja azul refleja la justicia, la dulzura, la lealtad y la piedad; la franja blanca representa la paz; y la franja verde hace alusión al paisaje que caracteriza al municipio, además de la esperanza, la integridad, el silencio y la fraternidad. Por ser un municipio netamente mariano, debido a la devoción a la chinca patrona de esas tierras, la bandera mariana (azul y blanco) y la antioqueña (verde y blanco) están fusionadas y conforman la bandera de este municipio

### Escudo
El escudo fue adoptado mediante el acuerdo 266 del 4 de octubre de 1984 y su diseñador fue Hernán Escobar Escobar. El escudo está compuesto por una estrella, que es uno de los incontables títulos de la Santísima Virgen «Maris Stella», por quien se dio el nombre del municipio; las nubes son efecto de la naturaleza y sirven de adorno y de representación del cielo antioqueño; las montañas representan la grandeza de Antioquia en toda su topografía; la tierra y los sembrados hacen alusión a una ubicación en la base de la cordillera, además de representar el lugar «fértil como las tierras de pan y ganadería», en donde tuvo su origen el municipio; el hacha indígena es un tributo a las tribus Anaconas y se aprecia labrada en piedra, ya que con ella se talaron montes, se hicieron bohíos y se preparó el sitio para la posterior fundación.

## Geografía

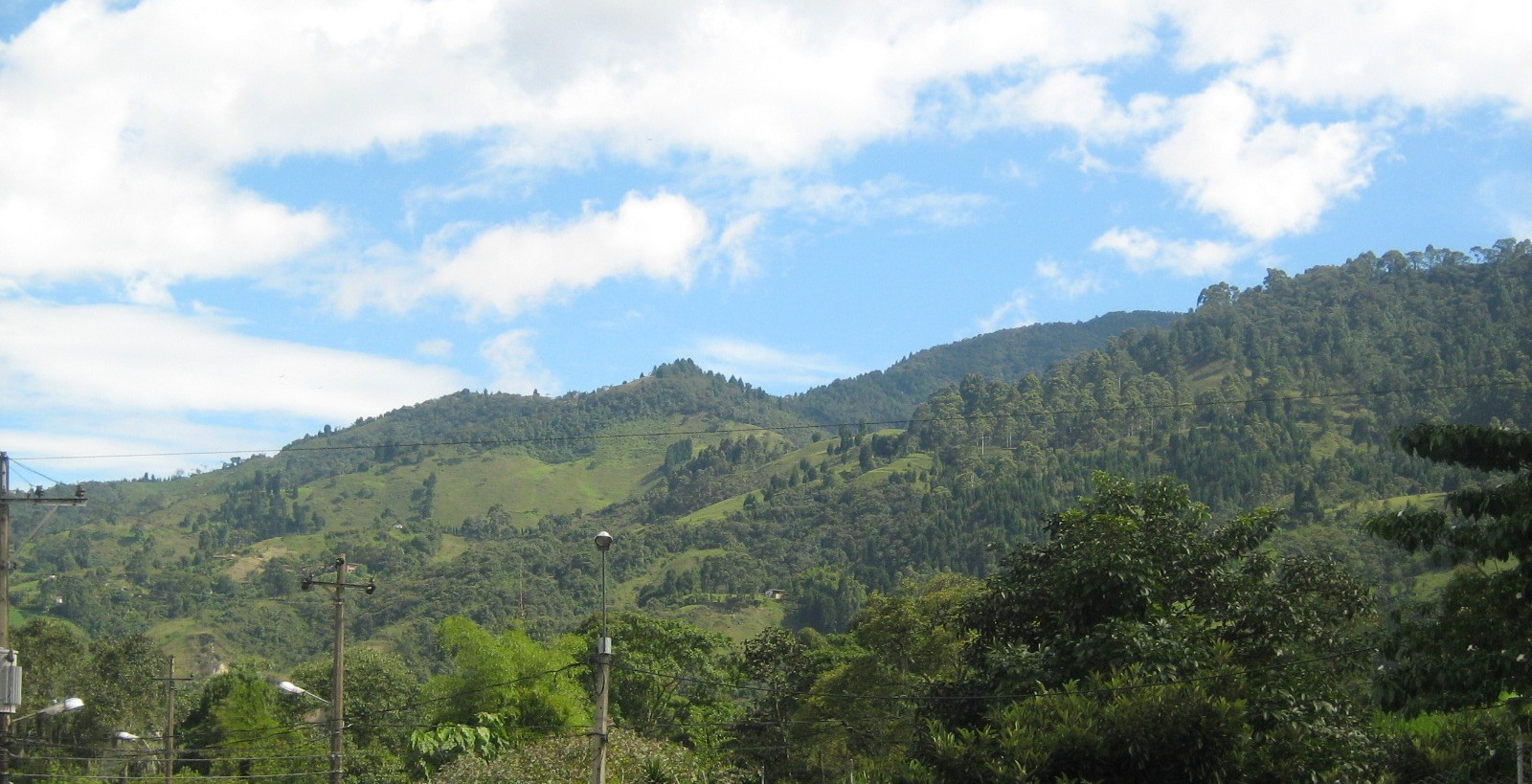
Montañas circundantes del casco urbano de La Estrella.

La Estrella se encuentra localizado al sur del Valle de Aburrá y es un municipio que hace parte del proceso de conurbación del área metropolitana, encontrándose a una distancia de 16 kilómetros de la ciudad de Medellín, en las coordenadas 6° 9′ 30″ de latitud norte y 75°38′24″ de longitud al oeste de Greenwich. El municipio cuenta con 35 km² de área, de los cuales 3,68 km² corresponden al área urbana y 31,32 km² a la zona rural.
La cabecera cuenta con una temperatura media de 19 °C y está a una altura aproximada de 1775 metros sobre el nivel del mar. La altura máxima está representada por el alto El Romeral a 2800 m s. n. m., ubicado en la Reserva Ecológica y Forestal El Romeral, de la cual forman parte los municipios de Medellín (San Antonio de Prado), Caldas, Amagá, Heliconia, Angelópolis y La Estrella. Dicha reserva abarca una extensión total de 5171 hectáreas, de las cuales 1128 corresponden a La Estrella. Otras alturas de mayor elevación son los altos Cerros de La Piedra, Gallinazos, El Guayabo, La Culebra y Pan de Azúcar, además de la Reserva de Miraflores.

## División administrativa
Su Cabecera municipal se encuentra dividida en los barrios:
| Barrios | Barrios                                                                                             | Barrios                                                                                                 |
| --- | --------------------------------------------------------------------------------------------------- | --- |
| - Ancón San Martín - Villa Alicia - Villa Mira - Bellavista - Camilo Torres - Caqueta - Centro - Chile - El Dorado - El Pedrero | - Escobar - Horizontes - La Chinca - La Ferreira - La Ferreria - La Ospina - Las Brisas - Monterrey | - Primavera - Quebrada Grande - San Agustín - San Andrés - San Cayetano - San Vicente - Zona Industrial |

La Estrella tiene bajo su jurisdicción los siguientes Centros poblados:
- La Bermejala
- La Raya
- Peñas Blancas
- San Isidro
- San José
- San José Tarapacá
- San Miguel
- La Tablaza
- La Tablacita

### Veredas
Además, el municipio está compuesto con las siguientes veredas:
Calle Vieja, El Guayabo, La Culebra, Pueblo Viejo, Sagrada Familia, Tierra Amarilla.

## Gobierno

### Área metropolitana
El Área Metropolitana del Valle de Aburrá se asienta a todo lo largo del Valle de Aburrá a una altitud promedio de 1538 m s. n. m.. 
El Área Metropolitana del Valle de Aburrá es una entidad administrativa de derecho público que asocia a 9 de los 10 municipios que conforman el Valle de Aburrá. En la actualidad, está integrada por los municipios de Medellín (como ciudad núcleo), Barbosa, Girardota, Copacabana, Bello, Itagüí, La Estrella, Sabaneta y Caldas. El municipio de Envigado no es miembro actual de la entidad, ya que se excluyó el 28 de febrero de 1983 mediante fallo del Consejo de Estado.
Fue la primera Área Metropolitana creada en Colombia en 1980, y es la segunda Área Metropolitana en población en el país después del Distrito Capital de Bogotá. La población total, que suma la población urbana y rural de las diez ciudades, es de 4,055,296 habitantes (2020).
La principal zona urbana del Área Metropolitana del Valle de Aburrá se encuentra en el centro del Valle y está conformada por las cuatro ciudades más grandes por número de habitantes: Medellín, Bello, Itagüí y Envigado.

## Demografía
De acuerdo con las cifras presentadas por el DANE del censo 2005, La Estrella cuenta actualmente con una población de 52 709 habitantes, siendo esta la séptima aglomeración urbana del área metropolitana del Valle de Aburrá, que suma un total de 3 312 165 personas. El municipio cuenta con una densidad poblacional de aproximadamente 1505 habitantes por kilómetro cuadrado. El 48.6 % de la población son hombres y el 51,4 % mujeres. La ciudad cuenta con una tasa de analfabetismo del 5,8 % en la población mayor de 5 años de edad.
Los servicios públicos tienen una alta cobertura, ya que un 99,0 % de las viviendas cuenta con servicio de energía eléctrica, mientras que un 95,9 % tiene servicio de acueducto y un 92,2 % de comunicación telefónica.

### Etnografía
Según las cifras presentadas por el DANE del censo 2005, la composición etnográfica del municipio es: 
- Mestizos y blancos (97,2 %)
- Afrocolombianos (2,8 %)

## Economía
- Industria manufacturera
- Agricultura
- Industria de la construcción.

## Medios de comunicación
En el Municipio de La Estrella están disponibles prácticamente todos los servicios posibles de telecomunicaciones, desde teléfonos públicos, pasando por redes de telefonía móvil, redes inalámbricas de banda ancha, centros de navegación o cibercafés, comunicación IP, etc.
La principal empresa en este sector es UNE Telecomunicaciones (bajo su marca UNE), recientemente separada de su casa matriz Empresas Públicas de Medellín (EPM); también están presentes la Empresa de Telecomunicaciones de Bogotá (ETB), Telmex y Telecom de Telefónica.
Hay tres operadores de telefonía móvil todos con cobertura nacional y con tecnología GSM: Comcel de América Móvil, Movistar de Telefónica y Tigo de la ETB, EPM Telecomunicaciones y Millicom International de Luxemburgo. La empresa Avantel también funciona en el municipio ofreciendo el servicio de trunking, el cual se hace por medio de un dispositivo híbrido entre celular y radio.
El municipio cuenta con varios canales de televisión de señal abierta; los 3 canales locales Telemedellín, Canal U y Televida (los cuales cubren el Valle de Aburrá); un canal regional Teleantioquia, y los cinco canales nacionales, compuestos por los 2 privados, Caracol y RCN, y los 3 públicos, Canal Uno, Señal Institucional y Señal Colombia. Las empresas de televisión por suscripción ofrecen canales propios.
La localidad cuenta con una gran variedad de emisoras en AM y FM, tanto de cobertura local como nacional, de las cuales la mayoría son manejadas por Caracol Radio o RCN Radio, aunque hay otras emisoras independientes de gran sintonía, como Todelar y Súper.
El principal medio local es el periódico alternativo Ciudad Sur, al igual que en el resto de municipios del sur del Valle de Aburrá. En La Estrella, y en el resto de Antioquia, circulan dos importantes diarios: El Colombiano y El Mundo, ambos con una larga trayectoria en el ámbito regional. También circula el periódico El Tiempo de tiraje nacional.

## Transporte público
- Estación del Metro (La Estrella). Es la última estación del Metro de Medellín ubicada en la localidad Ancón Sur, la cual consta con sistema integrado de transporte que comunica con el municipio y sus alrededores.

- Buses. Existe en la localidad un sistema privado de buses urbanos que atiende todos los sectores del municipio. Igualmente se cuenta con rutas que comunican a La Estrella y a Medellín.

- Taxis. Hay numerosas empresas de taxis que cubren toda el área metropolitana, y entre ellas hay algunas con servicios bilingües en inglés. El servicio de pedido de taxi por teléfono es el más usual y seguro. Algunas empresas prestan servicios intermunicipales. Es usual, además, el servicio de taxi colectivo; algunos de estos colectivos pueden ser cómodos y rápidos, aunque suelen estar supeditados al cupo completo.

## Gastronomía
- Como especialidad, quesos y guayabas.
- Todo tipo de comida tradicional paisa y asados.

## Fiestas
- Fiesta de El Romeral, celebrada en el mes de septiembre.
- Semana Santa
- Fiestas Patronales septembrinas a Nuestra Señora del Rosario de Chiquinquirá. Esta es la fiesta más reconocida del municipio.
- «Alborada», celebrada en el barrio Bellavista, en vísperas de la llegada del mes de diciembre, es decir, 30 de noviembre en las horas de la noche.

## Sitios de interés
- Basílica Menor de Nuestra Señora del Rosario de Chiquinquirá (patrona de Colombia).
- Centro recreativo Los Grillos - COMFAMA
- Parque ecológico El Romeral
- Laguna del alto del Romeral.